# Kypello Kyprou 2004-2005
La Kypello Kyprou 2004-2005 fu la 63ª edizione della coppa nazionale cipriota. Vide la vittoria finale dell'Omonia Nicosia, che così conquistò il suo dodicesimo titolo.

## Formula
I primi due turni sono stati su gara unica e vedevano schierate solo 40 squadre delle categorie inferiori (dalla Seconda Divisione in giù). A partire dal terzo turno entrarono in gioco 6 squadre di Divisione A (le tre neo promosse e le classificate dalla sestultima alla quartultima nella stagione precedente) e il turno era disputato su partite di andata e ritorno.
Il quarto turno era invece costituito da quattro gironi da quattro squadre (le 8 squadre promosse dal turno precedente e le formazioni che si erano classificate ai primi 8 posti di Divisione A nella stagione precedente); gli incontri previsti erano 6 per ogni squadra (i classici turni di andata e ritorno), con i tre punti a vittoria le prime due di ogni girone promosse ai quarti.
Infine quarti e semifinali erano su gare di andata e ritorno; in particolare nei quarti si affrontarono le prime di ogni girone contro le seconde (con ritorno in casa della prima classificata). Come da tradizione, la finale si giocò in partita unica il 22 maggio 2005 allo Stadio Neo GSP di Nicosia.

## Risultati della prima fase

### Primo turno
| Squadra 1              | Risultato       | Squadra 2                      |
| ---------------------- | --------------- | ------------------------------ |
| Anagennīsī Deryneia    | 1 - 0           | Adonis Idalion                 |
| Agia Napa              | 2 - 0           | Olympos Xylophagou             |
| Chalkanoras Idaliou    | 3 - 1           | Enosi Kokkinotrimithias        |
| Sourouklis Troullon    | 1 - 2           | ASIL Lysī                      |
| AEZ Zakakiou           | 1 - 2           | Onīsilos Sōtīra                |
| Ermīs Aradippou        | 3 - 2           | A.E. Mesogis                   |
| ENAD Polis Chrysochous | 3 - 1           | Orpheas Nicosia                |
| Ellinismos Akakiou     | 3 - 5           | SEK Agiou Athanasiou           |
| AEK Kythreas           | 1 - 0           | Anagennisi Germasoyias         |
| Elia Lythrodonta       | 1 - 3           | AOL/Omonia Lakatamias          |
| Ahironas Liopetriou    | 2 - 0           | Apollon Limpia                 |
| Akritas Chlōrakas      | 2 - 2 (3-4 dcr) | MEAP Nīsou                     |
| APEP Pitsilia          | 2 - 1           | Doxa Katōkopias                |
| Spartakos Kitiou       | 3 - 0           | Ethnikos Latsion               |
| EN ThOΪ Lakatamia      | 10 - 0          | AEK Achilleas Ayiou Theraponta |
| Frenaros FC 2000       | 2 - 3           | Elpida Xylophagou              |
| Othellos Athīainou     | 2 - 2 (8-9 dcr) | Ethnikos Assia                 |
| Omonia Aradippou       | 4 - 0           | Anagennisi Lythrodonta         |
| Īraklīs Gerolakkou     | 2 - 2 (3-4 dcr) | PAEEK Kerynias                 |
| Atromītos Geroskīpou   | 1 - 4           | APOP Kinyras                   |

### Secondo turno
| Squadra 1           | Risultato       | Squadra 2              |
| ------------------- | --------------- | ---------------------- |
| Anagennīsī Deryneia | 2 - 0           | Ethnikos Assia         |
| Elpida Xylophagou   | 0 - 2           | PAEEK Kerynias         |
| Ahironas Liopetriou | 0 - 2           | ENAD Polis Chrysochous |
| APEP Pitsilia       | 3 - 1           | AOL/Omonia Lakatamias  |
| ASIL Lysī           | 3 - 1           | AEK Kythreas           |
| Spartakos Kitiou    | 1 - 2           | Omonia Aradippou       |
| Ermīs Aradippou     | 5 - 3           | Chalkanoras Idaliou    |
| MEAP Nīsou          | 0 - 2           | APOP Kinyras           |
| Agia Napa           | 1 - 0           | SEK Agiou Athanasiou   |
| Onīsilos Sōtīra     | 0 - 0 (3-4 dcr) | EN ThOΪ Lakatamia      |

### Terzo turno
| Squadra 1           | Totale      | Squadra 2              | Andata | Ritorno |
| ------------------- | ----------- | ---------------------- | ------ | ------- |
| AEK Larnaca         | 4 - 3       | Nea Salamis            | 4 - 2  | 0 - 1   |
| APOP Kinyras        | 3 - 2       | EN ThOΪ Lakatamia      | 2 - 2  | 1 - 0   |
| Anagennīsī Deryneia | 0 - 6       | Olympiakos Nicosia     | 0 - 2  | 0 - 4   |
| Omonia Aradippou    | 4 - 4 (gfc) | ENAD Polis Chrysochous | 4 - 2  | 0 - 2   |
| Digenīs Morphou     | 10 - 4      | ASIL Lysī              | 7 - 0  | 3 - 4   |
| Agia Napa           | 3 - 12      | Arīs Limassol          | 2 - 1  | 1 - 11  |
| APEP Pitsilia       | 3 - 3       | Alkī Larnaca           | 1 - 1  | 2 - 2   |
| Ermīs Aradippou     | 1 - 5       | PAEEK Kerynias         | 1 - 2  | 0 - 3   |

## Classifiche e risultati della fase a gironi

### Girone A

#### Classifica Girone A
|   | Classifica finale del Girone A | G | V | N | P | GF | GS | DR  | Punti |
| - | ------------------------------ | - | - | - | - | -- | -- | --- | ----- |
| 1 | APOEL                          | 6 | 4 | 1 | 1 | 18 | 5  | +13 | 13    |
| 2 | EN Paralimni                   | 6 | 3 | 2 | 1 | 18 | 5  | +13 | 11    |
| 3 | APEP Pitsilia                  | 6 | 3 | 1 | 2 | 10 | 11 | -1  | 10    |
| 4 | PAEEK Kerynias                 | 6 | 0 | 0 | 6 | 3  | 28 | -25 | 0     |

G = Partite giocate; V = Vittorie; N = Nulle/Pareggi; P = Perse; GF = Goal fatti; GS = Goal subiti; DR = Differenza reti.

#### Risultati del Girone A
|               | APE  | APO  | ENP  | PAE  |
| ------------- | ---- | ---- | ---- | ---- |
| APEP Pitsilia | –––– | 2-0  | 1-1  | 3-0  |
| EN Paralimni  | 4-0  | –––– | 2-1  | 7-0  |
| PAEEK         | 3-0  | 2-2  | –––– | 10-0 |
| Nea Salamina  | 3-4  | 0-3  | 0-1  | –––– |

### Girone B

#### Classifica Girone B
|   | Classifica finale del Girone B | G | V | N | P | GF | GS | DR  | Punti |
| - | ------------------------------ | - | - | - | - | -- | -- | --- | ----- |
| 1 | Apollōn Limassol               | 6 | 4 | 0 | 2 | 18 | 14 | +4  | 12    |
| 2 | AEK Larnaca                    | 6 | 3 | 1 | 2 | 9  | 8  | +1  | 10    |
| 3 | Anorthōsis                     | 6 | 3 | 1 | 2 | 13 | 8  | +5  | 10    |
| 4 | APOP Kinyras                   | 6 | 0 | 2 | 4 | 6  | 16 | -10 | 2     |

G = Partite giocate; V = Vittorie; N = Nulle/Pareggi; P = Perse; GF = Goal fatti; GS = Goal subiti; DR = Differenza reti.

#### Risultati del Girone B
|                  | AEK  | Ano  | ApL  | APO  |
| ---------------- | ---- | ---- | ---- | ---- |
| AEK Larnaca      | –––– | 1-0  | 4-1  | 2-1  |
| Anorthosis       | 2-1  | –––– | 4-1  | 4-1  |
| Apollon Limassol | 4-1  | 3-2  | –––– | 5-2  |
| APOP Kinyras     | 0-0  | 1-1  | 1-4  | –––– |

### Girone C

#### Classifica Girone C
|   | Classifica finale del Girone C | G | V | N | P | GF | GS | DR  | Punti |
| - | ------------------------------ | - | - | - | - | -- | -- | --- | ----- |
| 1 | Omonia                         | 6 | 5 | 1 | 0 | 16 | 4  | +12 | 16    |
| 2 | Digenīs Morphou                | 6 | 3 | 1 | 2 | 6  | 5  | +1  | 10    |
| 3 | Olympiakos Nicosia             | 6 | 1 | 2 | 3 | 7  | 9  | -2  | 5     |
| 4 | Ethnikos Achnas                | 6 | 0 | 2 | 4 | 4  | 15 | -11 | 2     |

G = Partite giocate; V = Vittorie; N = Nulle/Pareggi; P = Perse; GF = Goal fatti; GS = Goal subiti; DR = Differenza reti.

#### Risultati del Girone C
|                         | AlL  | ASL  | EAc  | Omo  |
| ----------------------- | ---- | ---- | ---- | ---- |
| Digenis Akritas Morphou | –––– | 2-0  | 1-0  | 0-2  |
| Ethnikos Achna          | 0-0  | –––– | 1-1  | 2-3  |
| Olympiakos Nicosia      | 1-2  | 4-1  | –––– | 0-0  |
| Omonia                  | 2-1  | 5-0  | 4-1  | –––– |

### Girone D

#### Classifica Girone D
|   | Classifica finale del Girone D | G | V | N | P | GF | GS | DR  | Punti |
| - | ------------------------------ | - | - | - | - | -- | -- | --- | ----- |
| 1 | AEL Limassol                   | 6 | 5 | 1 | 0 | 18 | 4  | +12 | 16    |
| 2 | Arīs Limassol                  | 6 | 3 | 1 | 0 | 14 | 5  | +9  | 10    |
| 3 | AEP Paphos                     | 6 | 3 | 0 | 3 | 14 | 9  | +5  | 9     |
| 4 | ENAD Polis Chrysochous         | 6 | 0 | 0 | 6 | 5  | 33 | -28 | 0     |

G = Partite giocate; V = Vittorie; N = Nulle/Pareggi; P = Perse; GF = Goal fatti; GS = Goal subiti; DR = Differenza reti.

#### Risultati del Girone D
|                        | AEL  | AEP  | ArL  | ENA  |
| ---------------------- | ---- | ---- | ---- | ---- |
| AEL Limassol           | –––– | 3-0  | 0-0  | 5-1  |
| AEP Paphos             | 1-3  | –––– | 1-0  | 5-1  |
| Aris Limassol          | 1-2  | 2-0  | –––– | 9-2  |
| ENAD Polis Chrysochous | 1-5  | 0-7  | 0-2  | –––– |

## Risultati della fase finale

### Tabellone dei quarti
|  | Quarti di finale | Quarti di finale | Quarti di finale | Quarti di finale | Quarti di finale |  |  | Semifinali       | Semifinali       | Semifinali      | Semifinali      | Semifinali |  |  | Finale | Finale | Finale |  |
|  |                  |                  |                  |                  |                  |  |  |                  |                  |                 |                 |            |  |  |        |        |        |  |
|  | EN Paralimni     | EN Paralimni     | 2                | 0                | 2                |  |  |                  |                  |                 |                 |            |  |  |        |        |        |  |
|  | Apollōn Limassol | Apollōn Limassol | 1                | 3                | 4                |  |  | Apollōn Limassol | Apollōn Limassol | 2               | 0               | 2          |  |  |        |        |        |  |
|  | AEK Larnaca      | AEK Larnaca      | 1                | 0                | 1                |  |  | Omonia           | Omonia           | 2               | 3               | 5          |  |  |        |        |        |  |
|  | Omonia           | Omonia           | 2                | 1                | 3                |  |  |                  |                  |                 |                 |            |  |  | Omonia | Omonia | 2      |  |
|  | Arīs Limassol    | Arīs Limassol    | 2                | 0                | 2                |  |  |                  |                  | Digenīs Morphou | Digenīs Morphou | 0          |  |  |        |        |        |  |
|  | APOEL            | APOEL            | 2                | 3                | 5                |  |  | APOEL            | APOEL            | 0               | 1               | 1          |  |  |        |        |        |  |
|  | Digenīs Morphou  | Digenīs Morphou  | 4                | 0                | 4                |  |  | Digenīs Morphou  | Digenīs Morphou  | 0               | 3               | 3          |  |  |        |        |        |  |
|  | AEL Limassol     | AEL Limassol     | 1                | 1                | 2                |  |  |                  |                  |                 |                 |            |  |  |        |        |        |  |